# Diocesi di Benguela

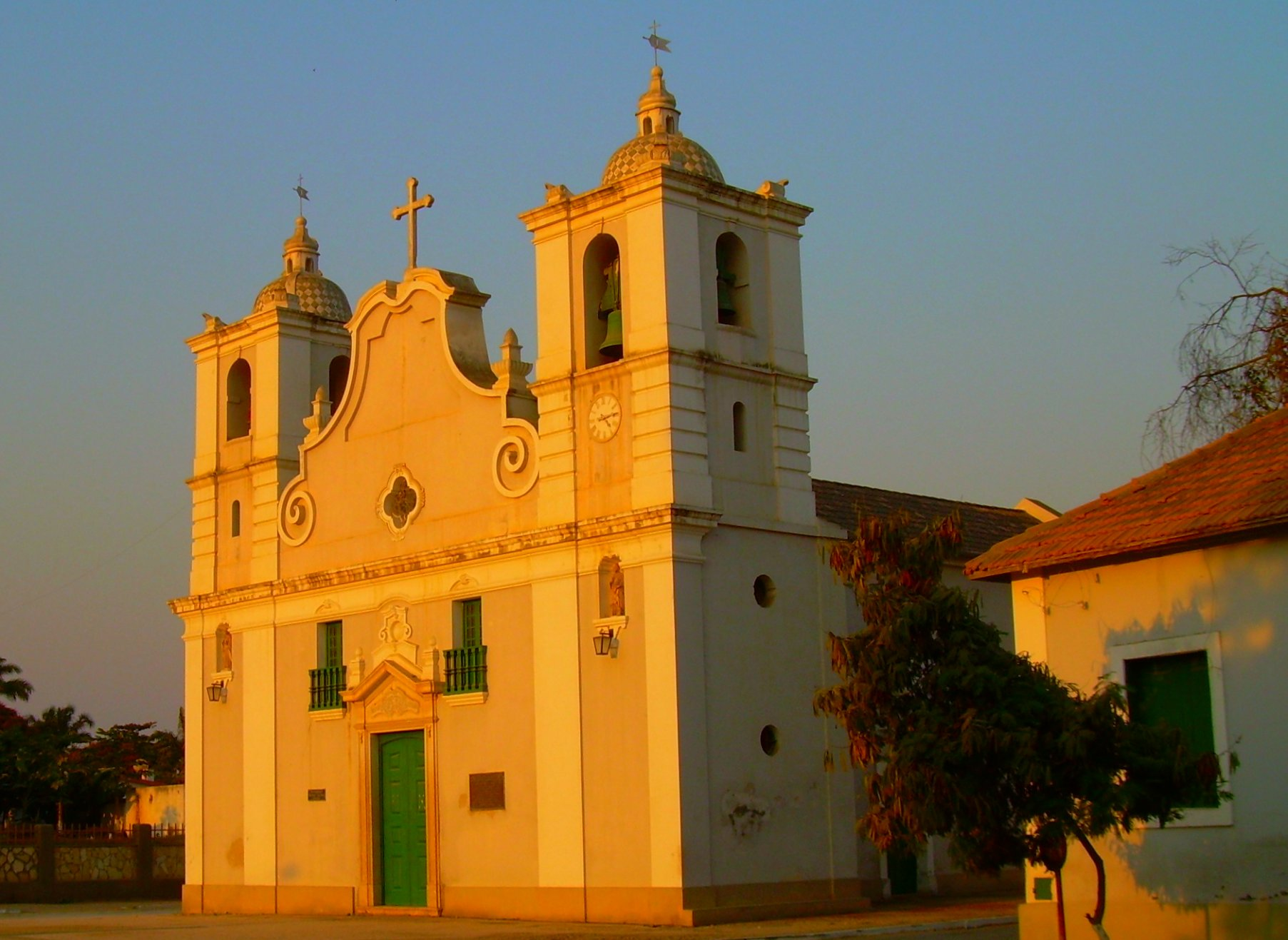
L'antica chiesa di Nostra Signora di Fátima a Benguela

La diocesi di Benguela (in latino Dioecesis Benguelensis) è una sede della Chiesa cattolica in Angola suffraganea dell'arcidiocesi di Huambo. Nel 2024 contava 1 540 364 battezzati su 1 960 070 abitanti. È retta dal vescovo António Francisco Jaca, S.V.D.

## Territorio
La diocesi comprende i municipi di Baía Farta, Benguela, Catumbela, Lobito, Bocoio e Balombo nella provincia di Benguela in Angola.
Sede vescovile è la città di Benguela, dove si trova la cattedrale di Nostra Signora di Fátima.
Il territorio si estende su 20780 km² ed è suddiviso in 47 parrocchie.

## Storia
La diocesi è stata eretta il 6 giugno 1970 con la bolla Omnimode solliciti di papa Paolo VI, ricavandone il territorio dalla diocesi di Nova Lisboa (oggi arcidiocesi di Huambo).
Originariamente suffraganea dell'arcidiocesi di Luanda, il 3 febbraio 1977 è entrata a far parte della provincia ecclesiastica di Huambo.
Il 1º agosto 2024 ha ceduto una porzione di territorio a vantaggio dell'erezione della diocesi di Ganda.

## Cronotassi dei vescovi
Si omettono i periodi di sede vacante non superiori ai 2 anni o non storicamente accertati.
- Armando Amaral Dos Santos † (6 giugno 1970 - 14 ottobre 1973 deceduto)
- Oscar Lino Lopes Fernandes Braga † (20 novembre 1974 - 18 febbraio 2008 ritirato)
- Eugenio Dal Corso, P.S.D.P. † (18 febbraio 2008 - 26 marzo 2018 ritirato)
- António Francisco Jaca, S.V.D., dal 26 marzo 2018

## Statistiche
La diocesi nel 2024 su una popolazione di 1 960 070 persone contava 1 540 364 battezzati, corrispondenti al 78,6% del totale.
| anno | popolazione | popolazione | popolazione | presbiteri | presbiteri | presbiteri | presbiteri                | diaconi | religiosi | religiosi | parrocchie |
| anno | battezzati  | totale      | %           | numero     | secolari   | regolari   | battezzati per presbitero | diaconi | uomini    | donne     | parrocchie |
| ---- | ----------- | ----------- | ----------- | ---------- | ---------- | ---------- | ------------------------- | ------- | --------- | --------- | ---------- |
| 1970 | 314 000     | 523 000     | 60,0        |            |            |            |                           |         |           |           |            |
| 1980 | 450 000     | 1 000 000   | 45,0        | 36         | 16         | 20         | 12 500                    |         | 22        | 102       | 26         |
| 1990 | 669 000     | 1 264 000   | 52,9        | 42         | 19         | 23         | 15 928                    |         | 30        | 199       | 30         |
| 1999 | 877 400     | 1 982 000   | 44,3        | 78         | 56         | 22         | 11 248                    |         | 47        | 252       | 40         |
| 2000 | 907 230     | 1 757 807   | 51,6        | 97         | 72         | 25         | 9 352                     |         | 104       | 309       | 40         |
| 2001 | 1 081 885   | 2 163 000   | 50,0        | 90         | 63         | 27         | 12 020                    |         | 120       | 333       | 40         |
| 2002 | 1 114 776   | 3 980 000   | 28,0        | 112        | 74         | 38         | 9 953                     |         | 185       | 319       | 40         |
| 2003 | 1 147 111   | 2 163 000   | 53,0        | 115        | 75         | 40         | 9 974                     |         | 141       | 312       | 40         |
| 2004 | 1 176 697   | 2 163 000   | 54,4        | 120        | 83         | 37         | 9 805                     |         | 166       | 326       | 40         |
| 2006 | 1 116 000   | 2 303 000   | 48,5        | 132        | 91         | 41         | 8 454                     |         | 145       | 332       | 42         |
| 2012 | 1 736 000   | 2 689 000   | 64,6        | 158        | 113        | 45         | 10 987                    |         | 133       | 328       | 45         |
| 2015 | 1 951 000   | 2 914 000   | 67,0        | 192        | 150        | 42         | 10 161                    |         | 124       | 330       | 53         |
| 2018 | 1 865 770   | 2 396 930   | 77,8        | 221        | 165        | 56         | 8 442                     |         | 176       | 399       | 52         |
| 2020 | 1 985 760   | 2 551 000   | 77,8        | 219        | 172        | 47         | 9 067                     |         | 223       | 329       | 68         |
| 2022 | 2 110 790   | 2 713 060   | 77,8        | 240        | 185        | 55         | 8 794                     |         | 197       | 334       | 81         |
| 2024 | 1 540 364   | 1 960 070   | 78,6        | 234        | 199        | 35         | 6 582                     |         | 39        | 282       | 47         |